# Ballast (järnvägsspår)
Ballast är det översta lagret av banvallen som järnvägssliprar vilar i. Det kan bestå av grus eller makadam.

## Funktioner
Makadamballasten ska bära spåret och säkra dess längd- och sidostabilitet och måste därför:
- Ge stort motstånd mot vertikaltryck.
- Ge stort motstånd mot horisontaltryck.
- Vara elastisk.
- Vara beständig mot mekanisk nötning.

Elasticiteten är en förutsättning för lastspridning mellan sliprarna.
Underballastens funktioner är:
- Att fördela trycket från sliprarna
- Att dränera vatten så spårbädden skyddas.
- Att förhindra finpartiklar från terrassen att vandra upp i ballasten.
- Att skydda terrassen från erosion.

Ballastens uppgift är att fördela de krafter som överförs av trafik utan att förstöras samt se till att fördela belastningar så att inte banunderbyggnaden sviktar.
Ballasten ska ge sliprarna ett fast och stabilt läge, både i höjd- och sidled så att ett gott spårläge kan bibehållas.
Ballasten ska också ge en god dräneringsförmåga eftersom en för hög vattennivå i ballasten kan ge upphov till problem, till exempel uppfrysningar och erosion.
Ballasten ska även hålla en god ventilation så att rälerna inte blir för varma vilket kan ge upphov till solkurvor.

## Uppbyggnad

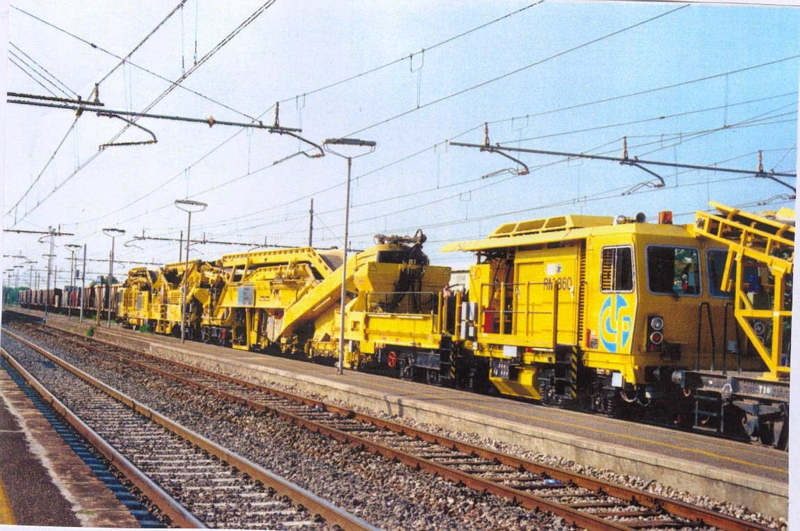
Stor maskin för spårbyte (från Italien).

Ballastlagret (cirka 7 dm tjockt, mätt från ovankant slipers till bärlager) vilar på s k underballast. De senare består av ett knappt 1 meter tjockt lager (material av fjädrande, icke tjälskjutande typ av berg- eller jordmassor). Vid dålig bärighet och/eller tjäl-känslighet kan ett s k förstärkningslager läggas under bärlagret. Vid extremt dålig bärighet kan stabilisering (pålning, kalkstabilisering och till och med betongdäck) bli nödvändigt, vilket dock är dyrt. 
Vid nybygge läggs först ett cirka 4 dm tjockt makadamlager ut ovanpå underballasten (i Sverige ofta kallat för "entreprenadgräns" vid nybyggnad med separat markentreprenör). Höjden motsvarar -50 cm rälsöverkant ("rök") och ballasten är justerad och väl komprimerad till en jämn, horisontell yta. När sliprarna lagts ut och rälsen befästs så fylls ytterligare ballast på, med råge. Sedan justeras spårets läge genom att en spårriktmaskin håller spåret (vikt cirka 530 kg/m, exklusive ballast) i exakt höjd- och sidläge, varefter ballasten packas med vibrerande "spadar" i området under rälsen samt området utanför slipersändarna. Ofta måste flera sådana maskinbearbetningar ske.

## Allmänt
All järnvägstrafik sliter på spåren. Rälsen slits ned av hjulen, rälsbefästningarna nöts sönder, träslipers mals ner, betongslipers spricker och ballasten blir med tiden fin sand. Spåren måste med andra ord underhållas. 
Ballasten är idag av typen grov makadamballast och naturligt grus (som fungerar som ett "kullager") 
blir allt mindre vanligt. För att kompensera för sättningarna och spårlägesfel i sidled måste spåret riktas i höjd- och sidled. Fram till 1920-talet var detta arbete manuellt men kring 1920-talet lanserades vibrerande, handhållna stoppmaskiner som banarbetare - efter att spåret lyfts upp i rätt höjdläge - kunde "stoppa in" ballast under sliprarna. Det förekom även höglyft vilken innebar att en hel sträcka lyftes upp och ny ballast tillfördes. 
Under 1950-talet lanserades spårburna stoppningsaggregat. Dessa kunde även lyfta spåret i rätt läge men endast en sliper åt gången. Senare lanserades tvåslipersaggregat (Duomatic) och senare även fyrslipersaggregat (Quatromatic). De två senare förutsätter dock exakt samma sliperavstånd, annars blir det stopp. 
Globalt finns två huvudtillverkare av moderna spårriktmaskiner: Plasser & Theurer (Österrike) och Matisa (Schweiz).

## Funktionssätt spårriktmaskin
En konventionell spårriktmaskin fungerar på följande sätt:
- - Spårriktmaskinen greppar tag, med hjälp av stålhjul, tag om de bägge rälshuvudena och positionerar det nu fritt hängande spåret, med millimeterprecision, i höjd- och sidled (z och y).
  - På vardera sidan om bryggan finns två par breda, kraftigt vibrerande "spadar" som med kraft pressas ned på bägge sidor om slipern och på bägge sidor om vardera rälsen.
  - "Spadarna pumpar" fram och tillbaka några gånger under slipern under kraftig vibration så att ballasten packas in hårt under hela slipern.
  - "Spadarna" lyfts och pressas åter ned så ännu mer ballast förs in under slipern.

En spårriktmaskin är ett tungt fordon och kör fram med "sliperavstånd" (till exempel 67 cm), det vill säga start - stopp - rikta - start - stopp... Detta förfarande är jobbigt för personalen och drar dessutom mycket bränsle (= dyrt och ej miljövänligt). Under mitten av 1980-talet lanserade dock den österrikiska maskintillverkaren Plasser & Theurer en ny generation spårriktmaskiner där "vibro-spadarna" och greppverktyget vilar på en släde, som arbetar "ryckvis" men där den övriga maskinen håller en låg men kontinuerlig hastighet (cirka 1–2 km/t), vilket förbättrar arbetsmiljön och minskar energiförbrukningen och utsläppen.

## Positionering av spåret
Innan spåret byggs har ett noggrant arbete vad gäller spårets geometriska läge i höjd- och sidled gjorts inom någon ingenjörsbyrå. Precisionen är på millimeter-nivå men en utmaning är att även föra över dessa data till "verkligheten". 
- För att styra fixeringsbryggan utnyttjas data från GPS, samt mätuppgifter om rälsgeometrin från två mätvagnar.
- Framför huvudmaskinen rullar en mätvagn som gör att spårets gamla läge kan mätas.
- Bakom maskinen rullar en annan mätvagn som visar spårets läge efter spårriktningen.

## Ballastering efter spårriktning
Slutligen erhåller spårets ballast en jämn profil enligt regelverket genom att en ballastplog med roterande sop justerar ytan. Det är viktigt att sliprarnas ovansida, rälsbefästningarna samt rälerna (även rälsfoten) är frigjorda från ballast så att dessa kan inspekteras visuellt. På så vis kan eventuella sprickor i slipers, lossnade rälsbefästningar eller lossnade kablar snabbt identifieras.

## Ballastbyte
Vid utbyte av räls och/eller slipers (det förra kallat rälsbyte, kombinationen spårbyte och det senare sliperbyte) brukar den gamla ballasten renas då söndermald ballast och sand (från till exempel plattformar) snabbt gör att jord och växtlighet bildas, vilket förstör spårläget (tjälskott).
Ballasten renas genom att siktas genom ett kedjeverk (paternosterverk) skyfflar upp den förorenade ballasten på ett skakbord (sikt) varefter den grova, "godkända" ballasten återförs till spåret. Arbetet utförs av en ballastreningsmaskin och vid tjälskott brukar man även passa på att lägga in Styrofoam (cellplast) under spåret. 
Tidigare utgjordes ballasten av sand eller grus som finns kvar på lågtrafikerade banor och bangårdar. Detta gav sämre stadga ("kullager-effekt") och krävde bekämpning med ogräsmedel. Användning av många av ogräsmedlen har blivit förbjuden.
Inne på bangårdar, där personal kan befinna sig på spårområdet, används ofta finare makadam än ute på linjen för att hålla nere snubbelrisken.

## Spårbyte
Ett komplicerat underhållsarbete är så kallat spårbyte vilket innebär att både slipers, rälsbefästningar och räls "i ett moment" byts ut mot nytt spårmateriel. Delar av ballasten brukar dock återanvändas (se ovan). Tidigare gjordes detta i statens regi (SJ) men numera hyrs ofta externa företag in från Tyskland för denna uppgift. 
Spårbytet genomfördes i Sverige tidigare under stark tidspress men under början av 1990-talet ändrades taktiken då man i stället började att stänga av långa spåravsnitt under flera veckor. Detta har dock skapat kraftig irritation bland operatörer och resenärer.
Tidigare användes den så kallade spannmetoden vid spårbyte vilket innebar att speciella så kallade bockkranar på ett spår med stor spårvidd bytte ut det gamla spåret. Efter det att rälsen kapats lyftes hela spårspannet bort till flakvagnar för borttransport och nya spann lyftes på plats. Metoden tar dock mycket dyr "spårtid" i anspråk. Vanligare är numera "löpande-band-metoden" vilket innebär att ett flera hundra ton tungt så kallat spårbyteståg används. 
Innan spårbyte görs en noggrann utredning, där en inventering bland dokument samt besiktning på plats måste ske. Trafikavbrott måste planeras i tid tillsammans med handläggare från trafikavdelningen. 
Trenden går mot högre axellaster, högre bruttotontal och kostnadspress. Trenden har gått från material utvecklat av handläggare i svenska statens regi (Hambo rälsbefästning, egna betongslipers, SJ50-räler och så vidare) till global standard.

## Arbetsgång
Arbetsmetodiken kan ske enligt följande schema: 
Pass 1
- Ballastprofilen ses över ⇒ för mycket ballast jämnas till med plog. Banan skall med andra ord ha korrekt profil.

(Trafik i full hastighet är möjlig efter passet)
Pass 2
- Nya räler i 360-meterslängder läggs ut utanför sliprarna (separat arbetståg med många vagnar)

(Trafik i full hastighet är möjlig efter passet)
Pass 3
- De gamla rälsbefästningarna lossas och fraktas bort (separat arbetslag)
- Rälsen kapas med såg (lag ovan)
- De gamla rälerna föses med hydrauliska armar på spårbyteståget åt sidan
- Gamla slipers plockas bort med "löpande band" och staplas på godsvagnar med travers-kran
- Ballasten skyfflas bort med ett kedjeverk och renas, det renade materialet åteförs
- Nya betongslipers läggs ut mes löpande band på det plana ballastunderlaget
- Den nya rälerna förs in med hydraularmar, mot rätt läge och läggs ut på slipers
- Rälsen befästs (separat lag)
- Rälsskarvar skruvas ihop provisoriskt med så kallat nödförband (separat lag)
- Spåret fylls rikligt med grov ballast med speciella ballastvagnar (s k ballasttåg)
- Spåret riktas i höjd- och sidled (spårriktmaskin, se ovan)
- Spåret plogas och sopas maskinellt

(Trafik med reducerad hastighet är möjlig efter passet)
Pass 4 (kan variera)
- Rälerna svetsas samman (termitsvetsning eller brännsvetsning, separat lag)

(Trafik med starkt reducerad hastighet är möjlig efter passet)
Pass 5 (kan variera)
- Signalledningar kopplas in (separat lag efter passet)

Efter ett visst antal axel-ton har spåret "satt sig" och full hastighet blir då åter tillåten. Eventuellt kan passage med så kallad dynamisk spårstabilisering ("vibrerande, tung vagn") ske vilket "skakar samman" spåret. 
Pass 6
- Eventuell kompletteringsspårriktning

## Ballastfritt spår
Ett alternativ till att bygga järnvägen med ballast är att bygga järnvägen med ballastfritt spår. Det ballastfria spåret byggs istället upp av en längsgående betongplatta. 
Befästningssystemet fäst sedan direkt in i betongplattan eller via ett betongblock som gjuts in i betongplattan. Byggs järnvägen i en tunnel eller på en bro, är det i Asien, Nordamerika och Europa vanligt att det byggs med en ballastfri lösning istället för med ballast. Det ballastfria spåret har många fördelar i förhållande till ett traditionellt ballastspår, såsom bättre spårläge, mindre behov av återkommande underhåll med mera.
I Sverige byggdes tunnelbanan med ballastfritt spår på en bro vid Alby (röda linjen) och över Drottningholmsvägen med betongplatt (Nockeby-banan) samt slipers direkt på stålbroar. Nackdelen är högre bullernivå.